# アジアンスマイル
アジアンスマイルは、NHK衛星第1テレビジョン・総合テレビジョンで放映された、アジア各国に住んでいる人々の多彩な活動を追ったドキュメンタリー番組である。

## 概要
「地球ウォーカー」（2003年4月9日 - 2004年10月）→「地球街角アングル」（2004年10月 - 2006年4月）の後継番組として2008年4月から放送した。
2008年12月からサービスが開始されたNHKオンデマンドでも、放送後11日間以内での視聴が可能な「見逃し番組サービス」にて配信される。

## 放送日時
- BS1
  - 毎週火曜日 23:30 - 23:50（野球などで中止することがある）
  - 毎週水曜日 16:00 - 16:20
NHKワールドTVは英語主音声の2か国語放送版と同一内容である。デジタル放送はステレオ2音声である。字幕テロップは英語･日本語の両方を表示する。
- 総合テレビ
  - 毎週日曜日 5:30 - 5:50（字幕放送あり）

そのほかNHKワールドTVでも「Asian Inspiration」のタイトルで英語主音声の2か国語放送を行う。

## これまで放送された内容

### 2008年
- 「"私の歌"をうたいたい -ラオス ビエンチャン-」（4月6日）
- 「“愛”を届けます 花売りピエロ -中国 北京-」（4月13日）
- 「みんな学校へ行こう -カンボジア シエムレアプ-」（4月20日）
- 「“幸福”の行方 -ブータン ティンプー-」（4月27日）
- 「安心して暮らせるふるさとに -ラオス シェンクワン-」（5月11日）
- 「ストリートダンスで跳びだせ -フィリピン マニラ-」（5月18日）
- 「希望の歌声よ 響け -ベトナム ハノイ-」（5月25日）
- 「夢はテーモクチャン -韓国 ソウル-」（6月8日）
- 「マンガ家が生まれる日 -ベトナム ハノイ-」（6月22日）
- 「アラブの誇り シュートにこめろ -イスラエル-」（6月29日）
- 「笑いの花を咲かせたい -韓国 ソウル-」（7月6日）
- 「星の子モーシャと象のお医者さん -タイ ランパーン-」（7月13日）
- 「サーカスで輝け -カンボジア アンチャン村-」（7月20日）
- 「夏休みスペシャル 第1部 夢・第2部 挑戦」（8月2日）
- 「わたしはハナ 映画を撮る -イラン テヘラン-」（8月3日）
- 「香港　幸せ　フォトグラフ」（9月28日）
- 「タヴィーの学校は水の上 -カンボジア トンレサップ湖-」（10月5日）
- 「カンフー少女　蛇になる -中国 峨眉山-」（10月12日）
- 「ふたりは学生デザイナー -バンコク-」（10月26日）
- 「“女たちの夢”かなえます -バングラデシュ チャンドナ村-」（11月2日）
- 「恋人は時速250ｋｍ -韓国 ヨンイン-」（11月9日）
- 「舞姫の夢は小児科医 -インドネシア　バリ-」（11月16日）
- 「合言葉は“女たちの輝き”-モンゴル ウランバートル-」（11月23日）

### 2009年
- 「僕らは草原のコメディアン -カザフスタン アルマトイ-」（1月11日）
- 「2009新春スペシャル 第1部 夢への挑戦&女性の自立・第2部 祖国の未来＆世界へ羽ばたけ!」（1月12日）
- 「小さな命 愛(いと)おしむ -ネパール子ども病院-」（1月18日）
- 「チベットの心を歌いたい -中国 北京-」（1月25日）
- 「ふたりのサウスポー～ミャンマー野球代表チームの戦い～ -ヤンゴン-」（2月1日）
- 「孝女（ハオルー）の涙 -台湾 台北-」（2月15日）
- 「土にまみれて王者をめざせ -インド バッティ村-」（2月22日）
- 「めざせ!“海猿”-フィリピン沿岸警備隊・地獄の5日間-」（3月2日）
- 「優しき巨大魚 ジンベエザメと泳ぐ -フィリピン ドンソル-」（4月4日）
- 「走れ!“女タクシー”-ベトナム ハノイ-」（4月11日）
- 「夢はバーゴンバヤニ -フィリピン マニラ・海を渡る家族の物語-」（4月18日）
- 「屋台でうまれた“チェス王子”-インドネシア ブカシ-」（4月25日）
- 「村長は女子大生 -中国・高傑村-」（5月2日）
- 「幸せ運ぶ おデブちゃん -中国 鄭州-」（5月23日）
- 「シンガポール発 恋愛授業 -シンガポール-」（5月30日）
- 「シリーズ 20歳の挑戦 第1回 愛して伸ばせ -モンゴル・ウランバートル-」（6月6日）
- 「シリーズ 20歳の挑戦 第2回 夢は“マジック”セラピスト -インド トリバンドラム-」（6月13日）
- 「シリーズ 20歳の挑戦 女性兵士 めざすは世界一の美女 -イスラエル テルアビブ-」（6月27日）
- 「失われた歴史を取り戻せ -カンボジア プノンペン-」（7月4日）
- 「“寺子屋”の笑顔を守りたい -タイ ポッププラ-」（7月11日）
- 「走れ!“風の馬”に乗って -ベトナム ホーチミン-」（7月18日）
- 「民族をつなぐラジオ局 -インドネシア カリマンタン島-」（7月25日）
- 「空の下の理髪師 -台湾 新竹-」（9月5日）
- 「“チベット子ども村”の祈り -インド ダラムサラ-」（9月12日）
- 「僕がタブーに挑む理由(わけ) -シンガポール-」（9月19日）
- 「俺たち街のレスキュー隊 -タイ チョンブリ-」（9月26日）
- 「書に心を託す -中国 北京-」（10月10日）
- 「女子大生村長 奮闘す -中国・高傑村-」（11月21日）
- 「いつか砂漠に国産車を -サウジアラビア・ジッダ-」（11月28日）
- 「届けたい 世界に一足だけの靴 -インドネシア・ジャカルタ-」（12月5日）
- 「めざせ!日本大使の料理番 -タイ・バンコク-」（12月12日）
- 「僕はプロのゲームプレーヤー -韓国・ソウル-」（12月19日）

### 2010年
- 「ヒマラヤ キッチンボーイ -ネパール-」（1月9日）
- 「僕とイヌワシの冬物語 -モンゴル サグサイ村-」（1月16日）
- 「“チベット子ども村”の祈り -インド ダラムサラ-」（1月23日）※アンコール放送
- 「夢はアジアの喜劇王 -中国 北京-」（1月30日）
- 「“イケメン”警官24時 -中国 北京-」（2月13日）
- 「クルドの心を歌いたい -トルコ デイヤルバクル-」（3月13日）
- 「島に響け 椰子（やし）のメロディ -インドネシア クパン-」（3月21日）
- 「めざせ! 村の“赤ひげ”先生 -フィリピン レイテ島-」（3月30日・5月18日）
- 「極寒の村の若女将（おかみ） -中国 北極村-」（4月6日）
- 「走れ!ラクダとロボット -カタール シャハニア-」（4月13日）
- 「夢みるレディーボーイズ -タイ シーサケット-」（4月27日）
- 「パートナーは地雷探知犬 -カンボジア　コンポンチュナン-」（5月11日）
- 「馬の背に夢のせて -トルクメニスタン アシガバート-」（5月25日）
- 「サッカー代表 カルンの闘い -ブータン ティンプー- 」（6月15日）
- 「学生街のコーヒープリンス -フィリピン ロスバニオス-」（6月22日）
- 「舞え!未来のプリンシパル -モンゴル ウランバートル-」（6月29日）
- 「水の街 ポストマンブラザーズ -タイ　ダムヌン サドゥアク-」（7月6日）
- 「未来を灯(とも)せ!髪の毛ソーラー -ネパール カトマンズ-」（7月13日）
- 「ゴミは友達 -インドネシア ジョグジャカルタ-」（7月27日）
- 「ぼくらの殿下は人気ブロガー -ブルネイ ダルサラーム-」（9月7日）
- 「尼僧になりたい -台湾 金山-」（9月14日）
- 「僕は小さなプロサーファー -インドネシア バリ島-」（9月21日）
- 「小さな命を守りたい -韓国 四つ子ナースの物語-」（9月28日）
- 「奮闘!ぼくは新人カメラマン -バングラデシュ ダッカ-」（10月5日）
- 「撞（つ）け!夢の金メダル -台湾 台北-」（10月12日）
- 「天空王子 綱に舞う -中国 新疆ウイグル自治区-」（10月19日）
- 「輝け!サマルカンドブルー -ウズベキスタン リシタン-」（10月26日）
- 「めざせ!リゾート建築家 -スリランカ コロンボ-」（11月9日）
- 「アラブの人気美容師 -ヨルダン アンマン-」（11月30日）
- 「ヒーローになりたくて -ネパール プロレス物語-」（12月7日）
- 「闘え！ジージャー～タイのアクション女優～」（12月14日）

### 2011年
- 「一粒のソラマメに思いを込めて -東ティモール-」（1月11日）
- 「響け!希望のシンフォニー -パレスチナ ラマラ-」（1月18日）
- 「ホーチミンに舞え! -ベトナム・男性ベリーダンサー-」（2月1日）
- 「オランウータンを守れ! -マレーシアの新人レンジャー-」（2月8日）
- 「氷に一瞬を刻む -中国 ハルビン-」（2月15日）
- 「一本釣りにかける -モルディブ カツオ漁師-」（2月22日）
- 「走れ! 僕の“三輪”車いす -モンゴル チョイル村-」（3月8日）
- 「心をつくして送りとどけたい -台湾女性車掌物語-」（3月19日）
- 「戦争をやめてテニスをしよう -インドとパキスタン 2つの国をつなぐダブルス-」（3月21日）
- 「老人ホームのお助けマン -中国・上海-」（3月26日）